# Cal Bruton
Pour les articles homonymes, voir Bruton (homonymie).
Calvin « Cal » Thomas Bruton, né le 29 septembre 1954, à New York, aux États-Unis, est un ancien joueur et entraîneur américain naturalisé australien de basket-ball. Il évolue durant sa carrière au poste d'arrière. Il est le père de C.J. Bruton.